# Symfonie nr. 6 (Tisjtsjenko)
Boris Tisjtsjenko componeerde zijn symfonie nr. 6 opus 105 in 1988. Deze symfonie is geschreven voor sopraan, contra-alt en symfonieorkest. Het is een bijna geheel vokaal werk op teksten van diverse auteurs, die tijdens het bewind van Stalin niet geliefd waren bij de Russische overheid en haar marionetten. De symfonie is een in memoriam aan Jevgeni Mravinski; befaamd dirigent uit Rusland.
De symfonie van een uur bestaat uit vijf teksten op muziek:
1. Sentimental March, tekst door Anatoly Naiman;
2. Echo, tekst door Anna Achmatova;
3. I am - Just your dream, tekst door Marina Tsvetajeva;
4. Age-haunted, tekst door Osip Mandelstam;
5. One of my mind, tekst door Vladimir Levinzon.

De symfonie gaat over de dood in al zijn facetten. Allereerst geeft de componist zijn visie op de verschrikkingen waaraan de mensheid in de 20e eeuw is blootgesteld; verschrikkelijk oorlogen. Met de keus van de teksten geeft aan dat Tisjtsjenko de dood van diverse kanten wilde laten zien: oorlog, dromen over de dood en herinneringen aan vervlogen tijden.
Tisjtsjenko is onder meer leerling geweest van Galina Oestvolskaja en Dmitri Sjostakovitsj. Tegelijkertijd wilde hij een onafhankelijke koers waren; beide leraren waren niet zo geliefd bij de Sovjet autoriteiten. Aan de andere kant schreef hij zijn 5e symfonie ter nagedachtenis aan Sjostakovitsj. Ook zijn keus voor de leverende schrijvers wijst toch op behoorlijke invloed van zijn leermeester. De geschreven muziek heeft dan ook hier en daar wel wat weg van die van Sjostakovitsj, maar is veel minder somber en heftig. Van invloeden van Oestvolskaja is weinig te merken; het verschil met haar symfonieën is daarvoor veel te groot. 

## Registratie
Van deze symfonie bestaat anno 2007 alleen een live-registratie, die uitgegeven is door het Russische muzieklabel Northern Flowers. Het is een opname uit het privéarchief van de componist. Het zou best de première kunnen zijn; de opnamen dateren van 27 april 1989. Gennadi Rozjdestvenski dirigeert het Symfonieorkest van het Sovjet Ministerie van Cultuur. 